# 埃德加·基内站
 埃德加·基内站（法語：Edgar Quinet）是巴黎地鐵的一個車站，得名于纪念法国历史学家、诗人、哲学家、政治家埃德加·基内的埃德加·基内大道。埃德加·基内站位於巴黎14區，是巴黎地鐵6號線的車站。埃德加·基内站開業於1906年4月24日，開業當時是巴黎地鐵2號線南線的車站。

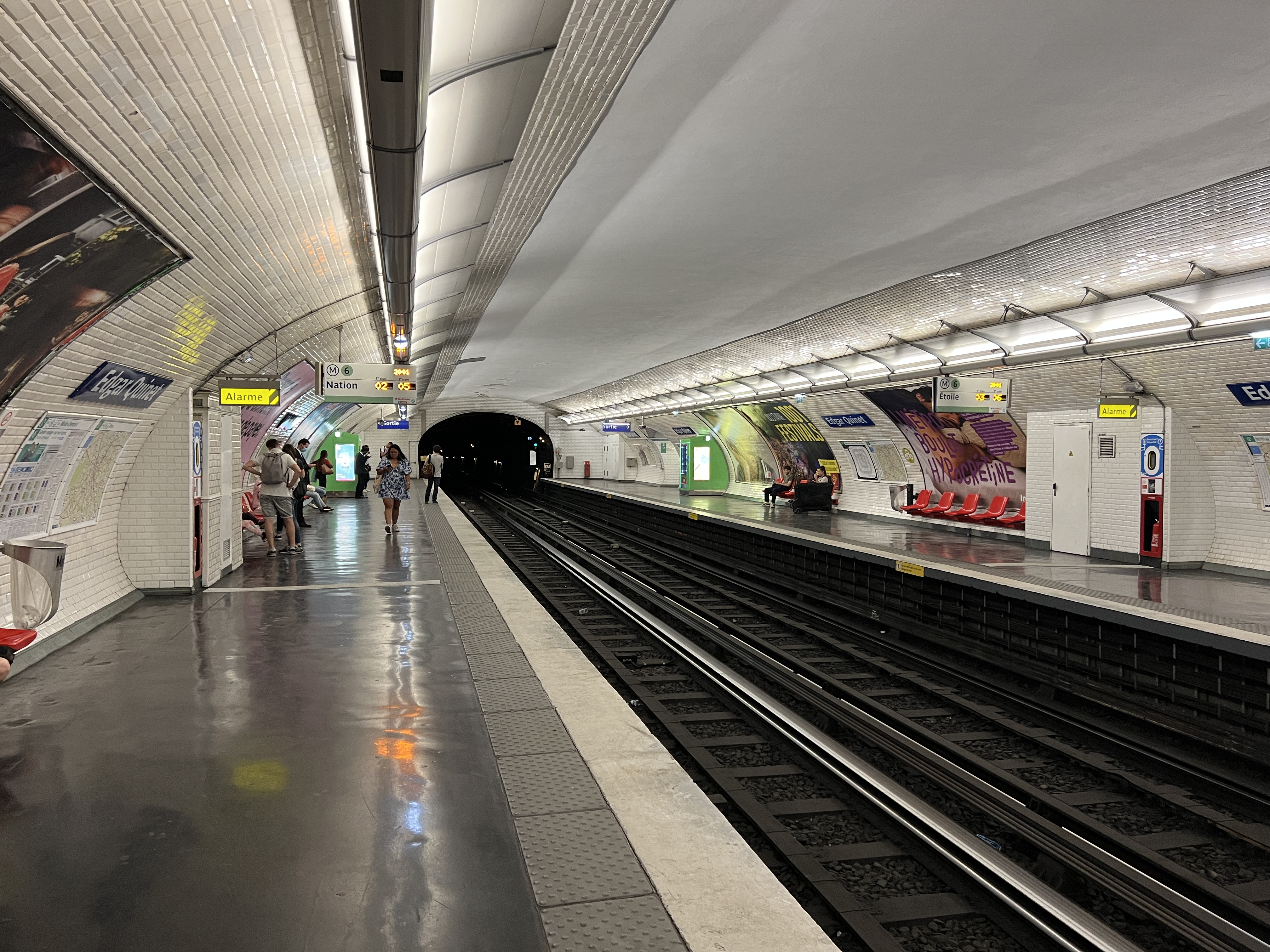
月台 (2022年7月)

## 車站結構
| 街道層 |                    |                                         |
| B1     | 月台連接夾層       |                                         |
| 月台層 | 側式月台，右側開門 | 側式月台，右側開門                      |
| 月台層 | 往夏爾·戴高樂-星形 | 往夏爾·戴高樂-星形（蒙帕纳斯-比安弗尼） |
| 月台層 | 往民族             | 往民族（拉斯帕伊）                      |
| 月台層 | 側式月台，右側開門 |                                         |